# Laboulbenia flagellata
Laboulbenia flagellata är en svampart som beskrevs av Peyr. 1873. Laboulbenia flagellata ingår i släktet Laboulbenia och familjen Laboulbeniaceae.  Arten är reproducerande i Sverige. Inga underarter finns listade i Catalogue of Life.